# Giorgio Ferrara
Giorgio Ferrara (* 19. Januar 1947 in Rom; † 18. Mai 2023 oder früher) war ein italienischer Theater-, Film- und Fernsehregisseur.

## Leben
Ferrara studierte an der Accademia d'Arte Drammatica und begann seine Theaterkarriere als Assistent von Luca Ronconi gegen Ende des Jahres 1970. Nach anderen Kollaborationen debütierte er als Regisseur mit dem Stück Roma 335, gefolgt von zahlreichen weiteren Arbeiten, darunter Werke von Pirandello, Strindberg und Goldoni sowie moderne Autoren. Mit einem Stück von Natalia Ginzburg gastierte er auch in Paris. Seine Theaterarbeit bildete immer den Schwerpunkt seines Schaffens. 2011 inszenierte er beispielsweise eine Opera buffa.
Beim Film war er als Assistent von Luchino Viscontis Ludwig beschäftigt, bevor er 1976 mit Un cuor semplice einen Film vorlegte, der großen Erfolg bei Publikum und Kritik hatte; er wurde mit einem David di Donatello und dem Nastro d’Argento geehrt. 1991 entstand, ebenfalls nach eigenem Drehbuch, ein weiterer Kinofilm. Auch für das Fernsehen inszenierte Ferrara, so 1998 die sechsteilige Filmreihe Avvocati.

## Filmografie (Auswahl)
- 1976: Ein schlichtes Herz (Un cuore semplice)
- 1990: Caccia alla vedova
- 1998: Avvocati (Fernseh-Filmreihe, 6 Folgen)